# Vicente Villagrá Blanco
Vicente Villagrá Blanco (Paredes de Nava, Palencia, 1 de agosto de 1942-Palencia, 31 de marzo de 2020) fue un empresario español, presidente del Consejo Regional de Cámaras de Castilla y León (2010-2012), presidente de la Cámara de Comercio e Industria de Palencia, y de la empresa Pipas Facundo.

## Biografía
Tras realizar el bachillerato y el preuniversitario en el colegio San José de Valladolid, se trasladó a Madrid. Allí se licenció en Ciencias Económicas, en la Universidad Complutense de Madrid.

### Pipas Facundo
A los veintisiete años comenzó su andadura empresarial en la empresa de sus suegros Facundo Blanco y Lola de la Fuente, fundadores de Pipas Facundo. En la década de los setenta, Villagrá consiguió la expansión comercial de la marca. Tras su jubilación, la empresa pasó a sus hijos: Vicente, David y Rosa Elena.
De regreso a la capital palentina, trabajó como economista en la Organización Sindical de Palencia, donde realizó diversos estudios en equipo, sobre la estructura económica provincial y regional. Posteriormente fue nombrado director de Asistencia y Promoción, puesto desde el que coordinó el mundo cooperativo de las Sociedades Agrarias de Transformación (SAT), la vivienda y la formación profesional. 
Contribuyó a la creación de diversas asociaciones empresariales, como la Confederación Palentina de Organizaciones Empresariales. En Palencia, fue nombrado director provincial del Instituto de Reforma de las Estructuras Comerciales (IRESCO) hasta que dicho organismo fue transferido a  la Junta de Castilla y León.

### Cámara de Comercio e Industria de Palencia
En diciembre de 1975 llegó a la Cámara de Comercio e Industria de Palencia. Desde entonces, y hasta su fallecimiento, pasó por diversos puestos: miembro del Pleno (1975); vocal del Comité Ejecutivo (1979); vicepresidente segundo (1986); vicepresidente primero (1991); y presidente en funciones, a causa del fallecimiento del presidente Juan José Cot (1997). Tras la constitución de la nueva Corporación, en 1997 fue nombrado presidente, cargo en el que permanecería a lo largo de veintiún años, al ser reelegido en las sucesivas elecciones de 2002, 2006 y 2010.
En 2010 superó los problemas surgidos en la Cámara de Comercio tras la promulgación de un Decreto Ley que asestó un golpe muy duro al sistema cameral al cambiar el modelo de su financiación.
Falleció a los setenta y siete años en la madrugada del 31 de marzo de 2020 como consecuencia de un infarto, en el Hospital Río Carrión, de la capital palentina, donde había sido ingresado con síntomas de COVID-19.

## Premios
- Medalla de Oro de la Cámara de Comercio de España (30 de enero de 2020).[9]
- Medalla de Honor del Consejo de Cámaras (12 de abril de 2019).[10]
- Medalla de honor de la Cámara de Comercio de Palencia (17 de diciembre de 2018).[11]